# Snowflake Inc.
Snowflake Inc. és una empresa estatunidenca especialitzada en computació al núvol amb seu a Bozeman, Montana. Es va fundar el juliol de 2012 i es va llançar públicament l'octubre de 2014.
L'empresa ofereix un servei d'emmagatzematge i anàlisi de dades basat en informàtica al núvol, generalment anomenat "data-as-a-service". Permet als usuaris corporatius emmagatzemar i analitzar dades mitjançant maquinari i programari basats en núvol. Les característiques principals del servei Snowflake són la separació de l'emmagatzematge i el càlcul, el càlcul escalable sobre la marxa, l'intercanvi de dades, la clonació de dades i el suport per a eines de tercers. Funciona a Amazon Web Services des del 2014,a Microsoft Azure des del 2018 i a Google Cloud Platform des del 2019. L'empresa va ocupar el primer lloc al Forbes Cloud 100 el 2019. L'oferta pública inicial de la companyia va recaptar 3.400 milions de dòlars el setembre del 2020, una de les OPI de programari més grans de la història.
El 2024, un pirateig massiu de clients de Snowflake va provocar un accés il·legal a dades de Ticketmaster, Banc de Santander i AT&T, entre d'altres. Les llistes d'inicis de sessió de clients estaven disponibles als fòrums de pirateria; els que no tenien autenticació multifactorial es van veure afectats. En una investigació de Mandiant es va confirmar que les credencials dels comptes de clients de Snowflake es van obtenir mitjançant un programari maliciós de robatori d'informació rastrejat anomenat Frostbite, que va afectar sistemes que no pertanyien a Snowflake. Mandiant va vincular l'atac al grup UNC5537 i creu que l'incompliment va començar el 14 d'abril de 2024.